# Черкезия, Дорофей Константинович
Дорофей Константинович Черкезия (1906, село Лыхны, Сухумский округ, Кутаисская губерния, Российская империя — 28 августа 1976, село Лыхны, Абхазская АССР, Грузинская ССР) — абхазский государственный и хозяйственный деятель, председатель исполнительного комитета Гудаутского районного Совета депутатов трудящихся, Абхазская АССР, Грузинская ССР. Герой Социалистического Труда (1948).

## Биография
Родился в 1906 году в крестьянской семье в селе Лыхны Сухумского округа. После окончания местной сельской школы трудился в сельском хозяйстве. В последующем получил высшее образование. С 1930-х годов — инструктор Гагринского райисполкома, затем — начальник Гагринского и позднее — Гудаутского районных отделов милиции. С 1939 года — член ВКП(б). В 1939 году избран председателем Гудаутского райисполкома. В годы Великой Отечественной войны руководил колхозниками и жителей Гудауты на строительстве Бзыбской линии оборонительных сооружений, занимался другими оборонными и мобилизационными мероприятиями, обеспечением фронта продуктами, за что награждался в 1943 году боевым Орденом Красной Звезды и в 1946 году — Орденом «Знак Почёта».
В послевоенное время занимался восстановлением сельскохозяйственного производства в Гудаутском районе. Обеспечил своей деятельностью в 1947 году перевыполнение в целом по району планового сбора урожая кукурузы на 94,1 %. Указом Президиума Верховного Совета СССР от 21 февраля 1947 года удостоен звания Героя Социалистического Труда за «получение высоких урожаев кукурузы и пшеницы в 1947 году» с вручением ордена Ленина и золотой медали «Серп и Молот» (№ 762).
Этим же указом званием Героя Социалистического труда были награждены первый секретарь Гудаутского райкома партии Давид Нестерович Джанджгава, главный агроном районного отдела сельского хозяйства Николай Евстафьевич Ковалёв и 12 кукурузоводов различных колхозов Гудаутского района.
В последующем трудился в различных советских предприятиях, в том числе был директором домов отдыха «Автодорожник» и «Приморский», директором Бамборского виноградарского совхоза.
После выхода на пенсию проживал в родном селе Лыхны Гудаутского района. Умер в августе 1976 года.
Награды
- Герой Социалистического Труда
- Орден Ленина
- Орден Красной Звезды (08.01.1943)
- Орден «Знак Почёта» (24.02.1946)